# 선본사
선본사(禪本寺)는 팔공산의 대표 사찰이다. 대한민국 경상북도 경산시 와촌면 대한리에 위치하고 있다. 대한불교 조계종 제10교구 본사인 은해사의 말사이다.
삼국시대 491년(소지왕 3년)에 극달화상(極達和尙)이 창건하였고, 638년(선덕여왕 7년)에 의현 스님이 관봉의 약사여래좌상을 조성하였다. 일명 팔공산 갓바위로 불린다.

## 팔공산 갓바위
원사찰의 전각이나 보물 보다 직선거리로 거의 700미터 떨어진 관봉 석조여래좌상이 더 유명하다. 그래서 원래 사찰 자리에는 극락전과 일부 전각만 있고, 대웅전과 같은 중요전각을 보려면 갓바위가 있는 관봉 근처까지 많이 올라와야 한다.
사찰의 땅이 꽤 넓다. 대구에서 갓바위까지 올라가려면 관암사 땅을 조금 거쳐 가는 정도인데, 경산시 쪽은 아예 선본사 땅이기 때문이다. 팔공산 갓바위는 물론 이리로 오르는 계단길 모두가 선본사 소유이다.
덕분에 한겨울에 올라와도 제설을 선본사에서 해주므로 등산에 불편함이 없다. 반면에 대구에서 오르는 길은 눈이 얼음이 되어 빙판길이 되기 일쑤이다.

## 주요 볼거리

### 대웅전
선본사는 갓바위 불상이 사찰보다 더 유명한 사찰이다. 그래서 새로 지은 대웅전이 원사찰 자리에 있지 않다. 갓바위에서 조금 아래쪽 계단이 만나는 곳에 지어져 있다. 해우소(화장실)도 대웅전 바로 오른쪽에 있다. 
대웅전 안으로 들어가면, 왼쪽과 오른쪽 맨끝에 갓바위 부처님을 만든 의현 스님과 선본사를 창건한 극달화상의 진영이 모셔져 있다.

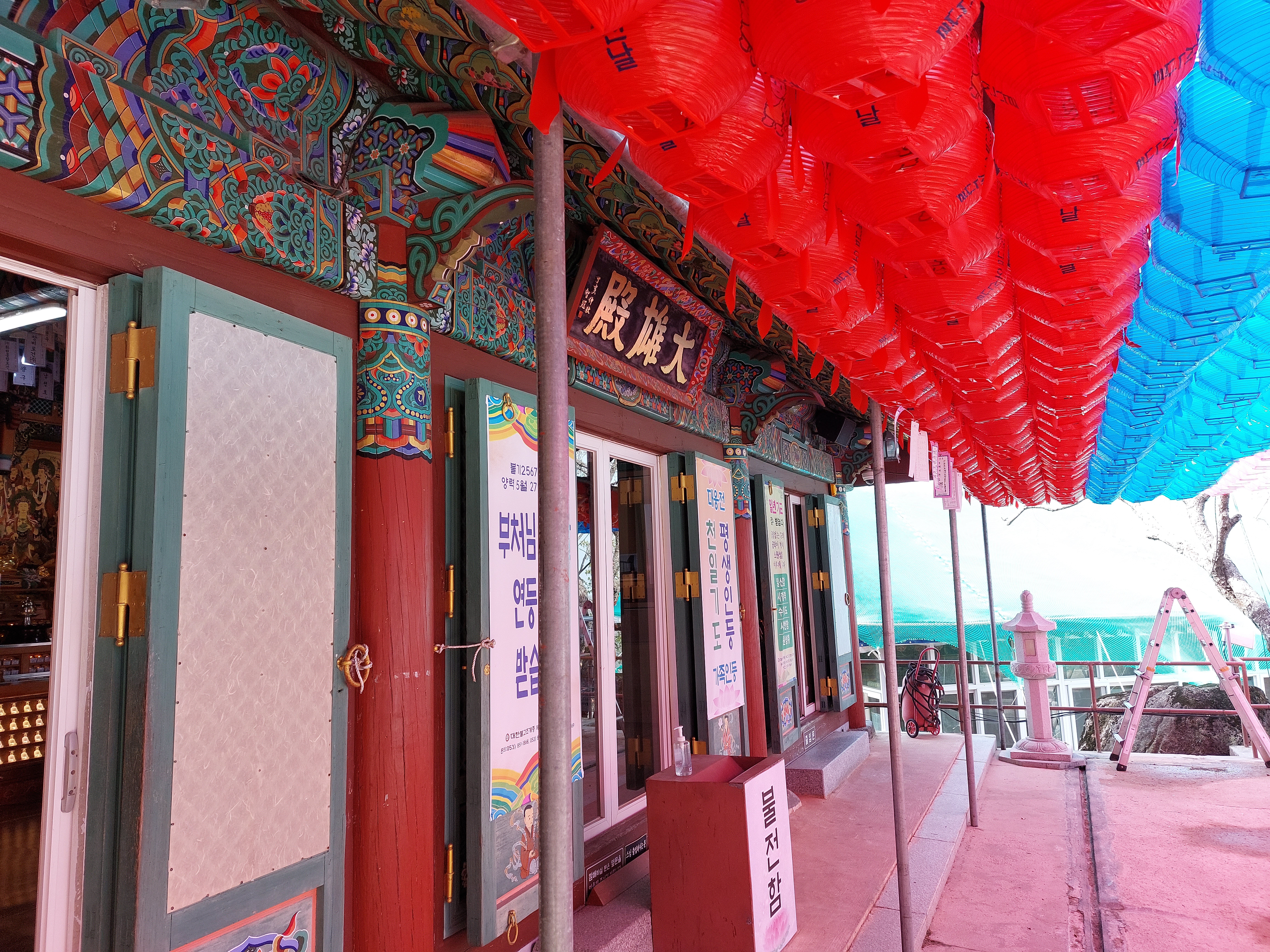
선본사 대웅전 좌측면 모습
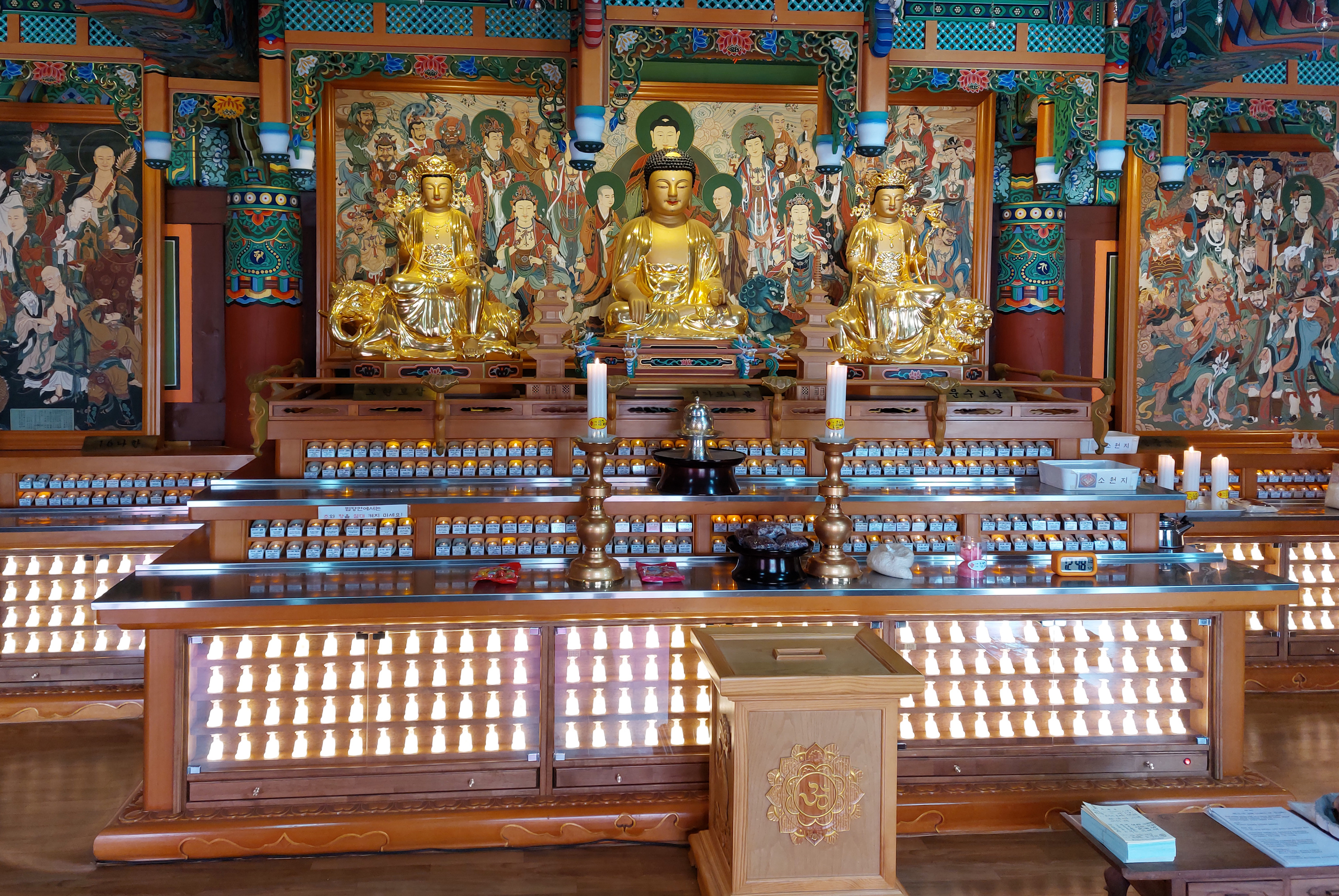
대웅전 내의 삼존불(보현보살, 석가모니불, 문수보살)
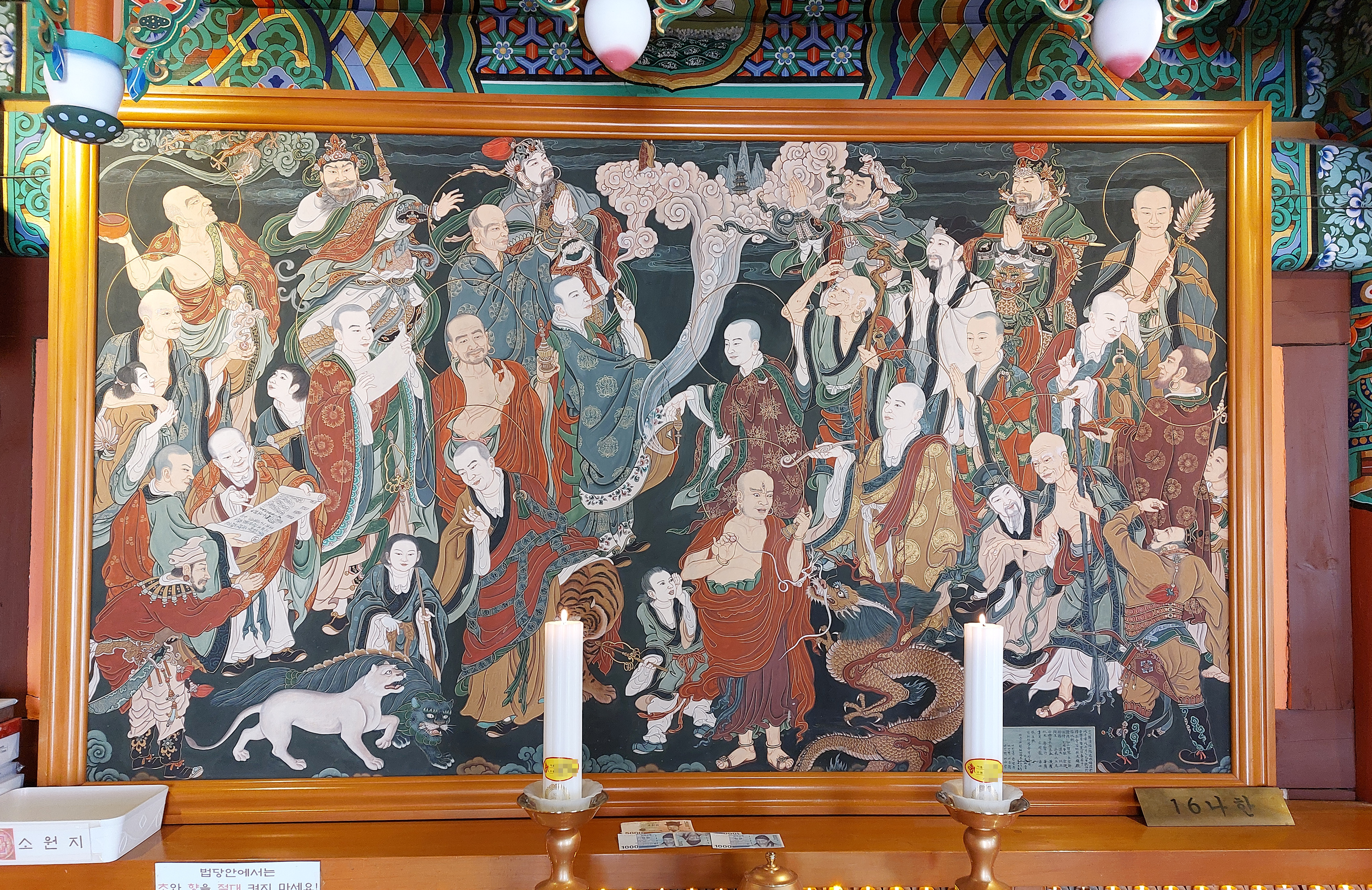
대웅전 십육나한도
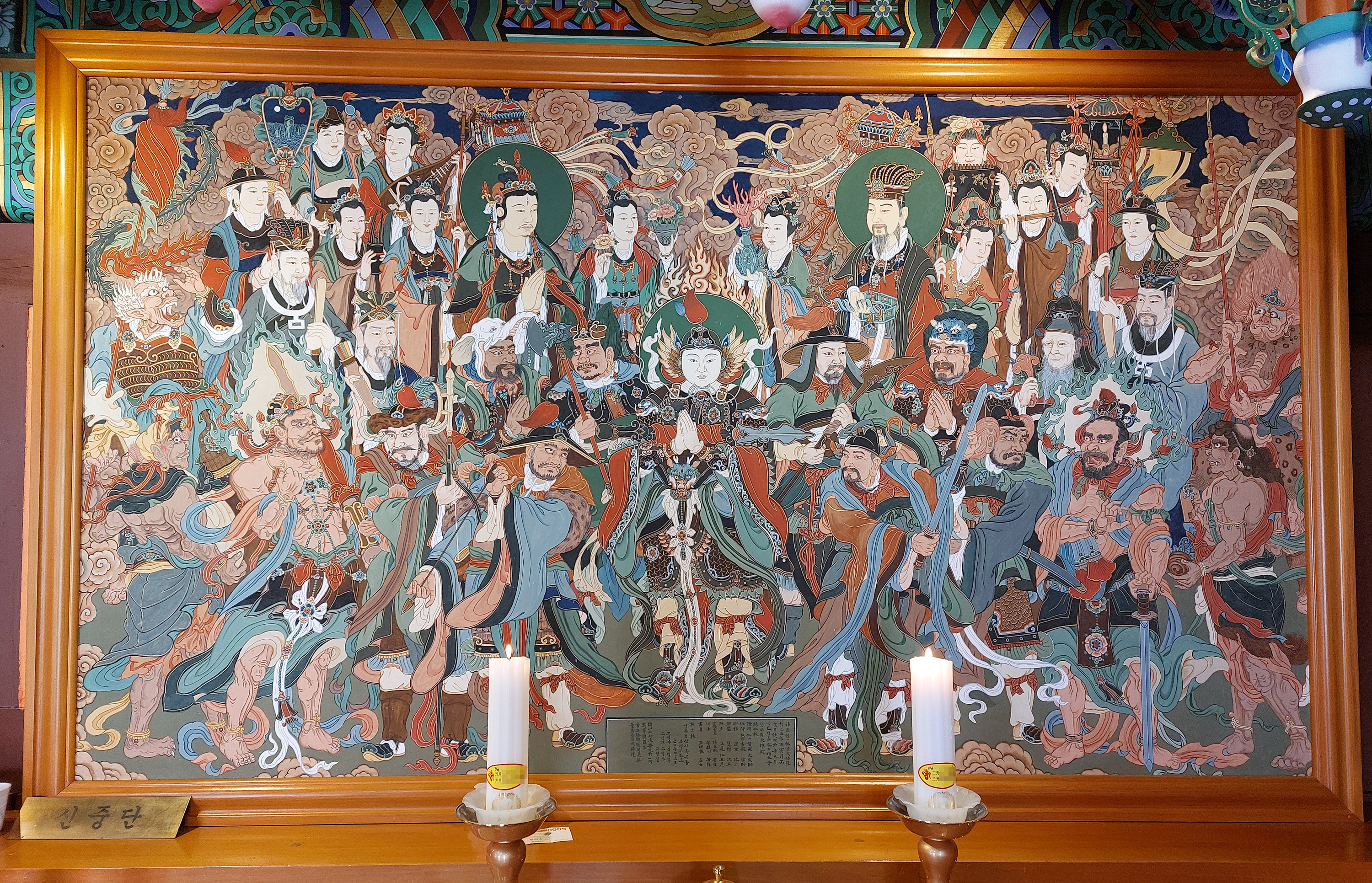
대웅전 신중탱화
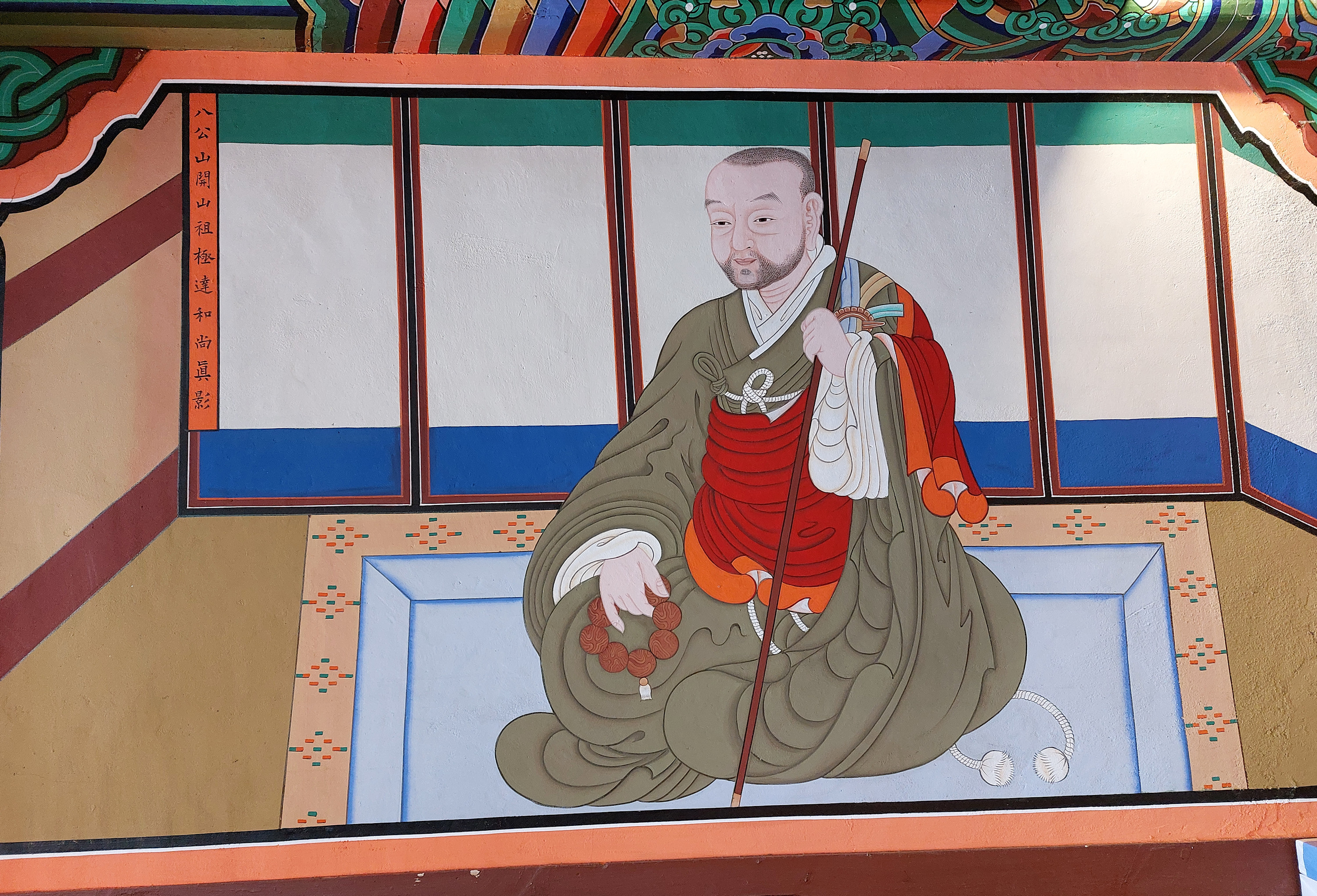
대웅전 내의 극달화상 진영
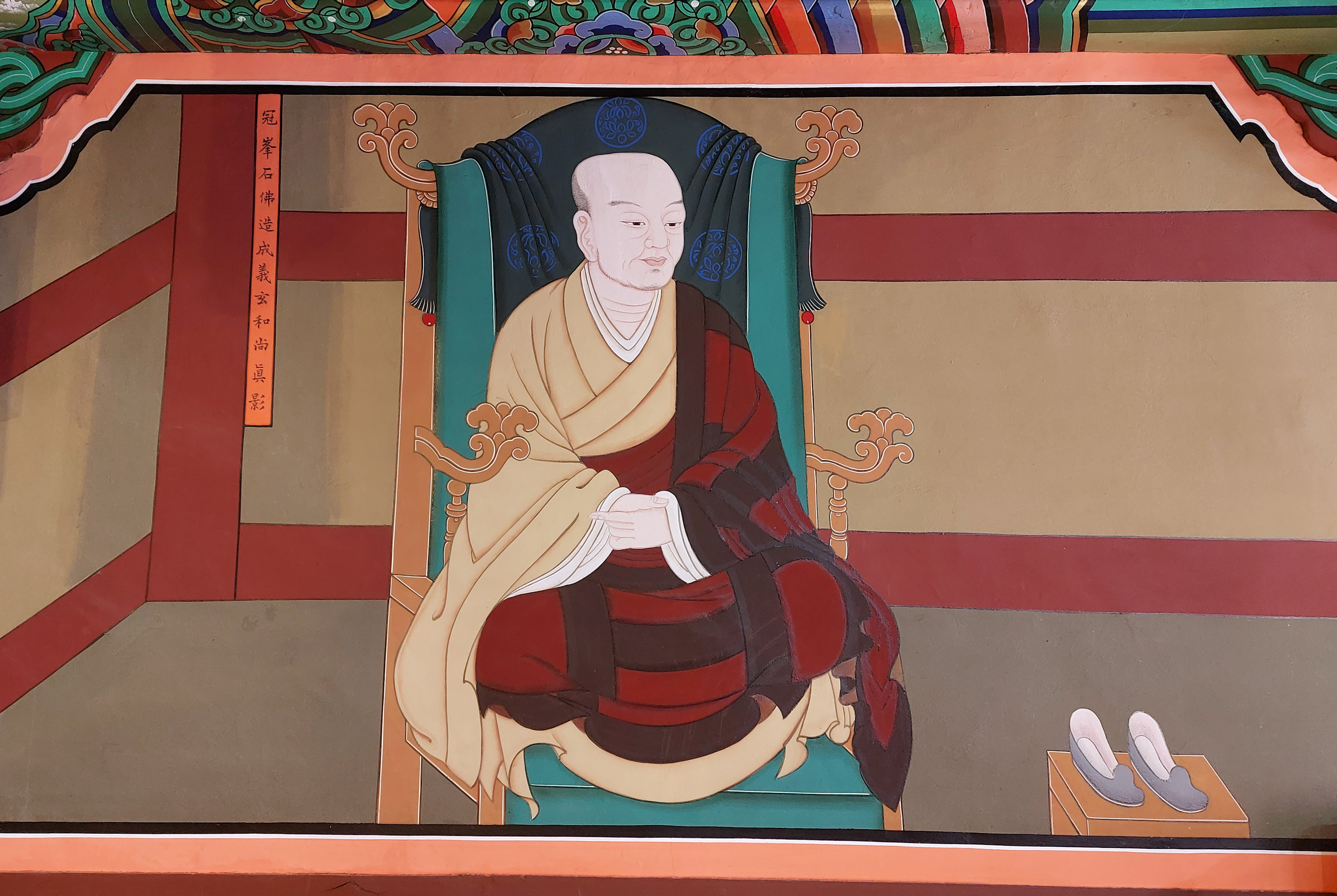
대웅전 내의 의현스님 진영

### 유리광전
갓바위 아래쪽에 지하실처럼 조성된 전각이다. 갓바위 불상을 모방하여 만든 불상이 있다. 바닥 일부가 자연바위로 되어 있다.

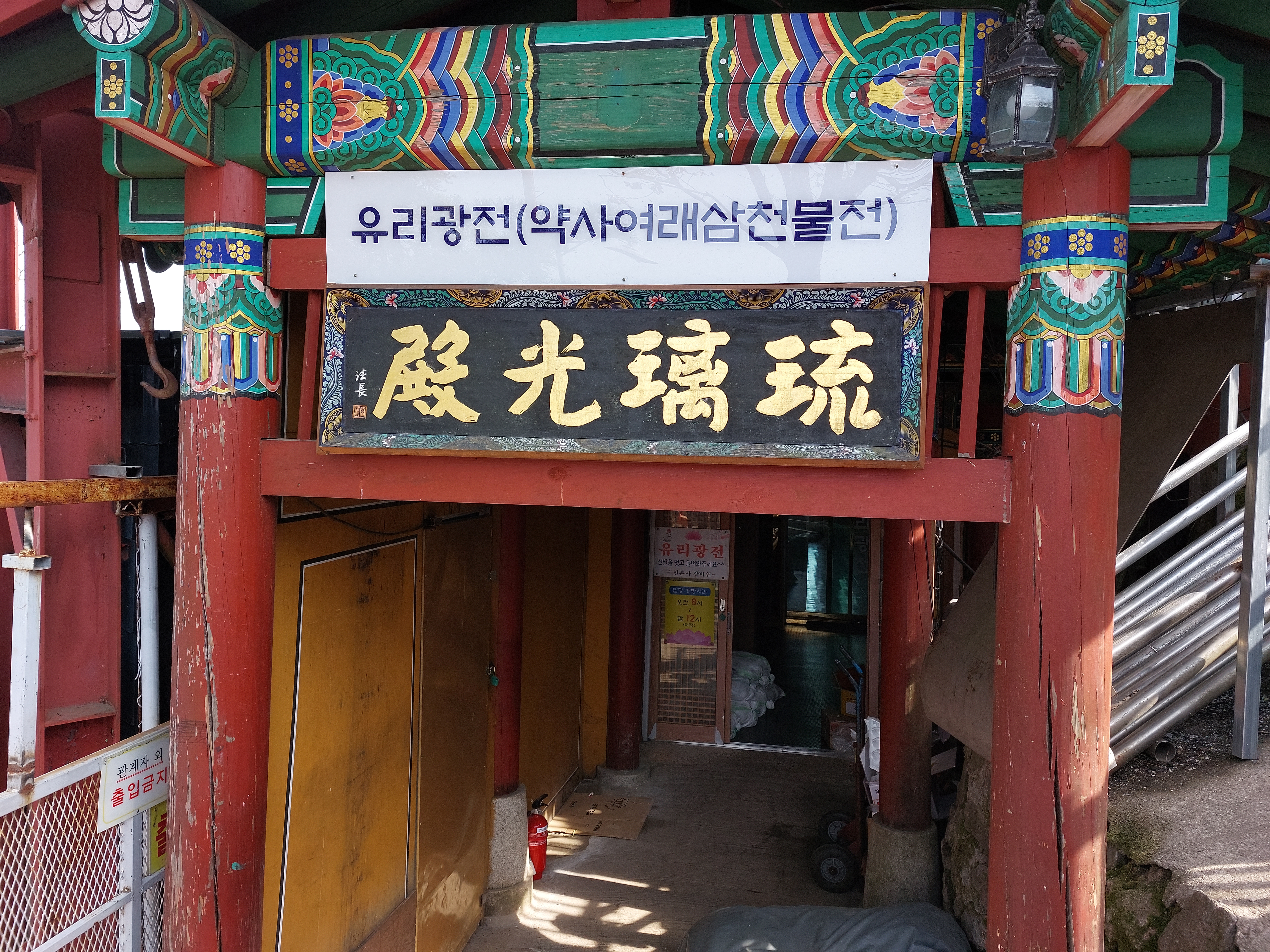
유리광전 입구
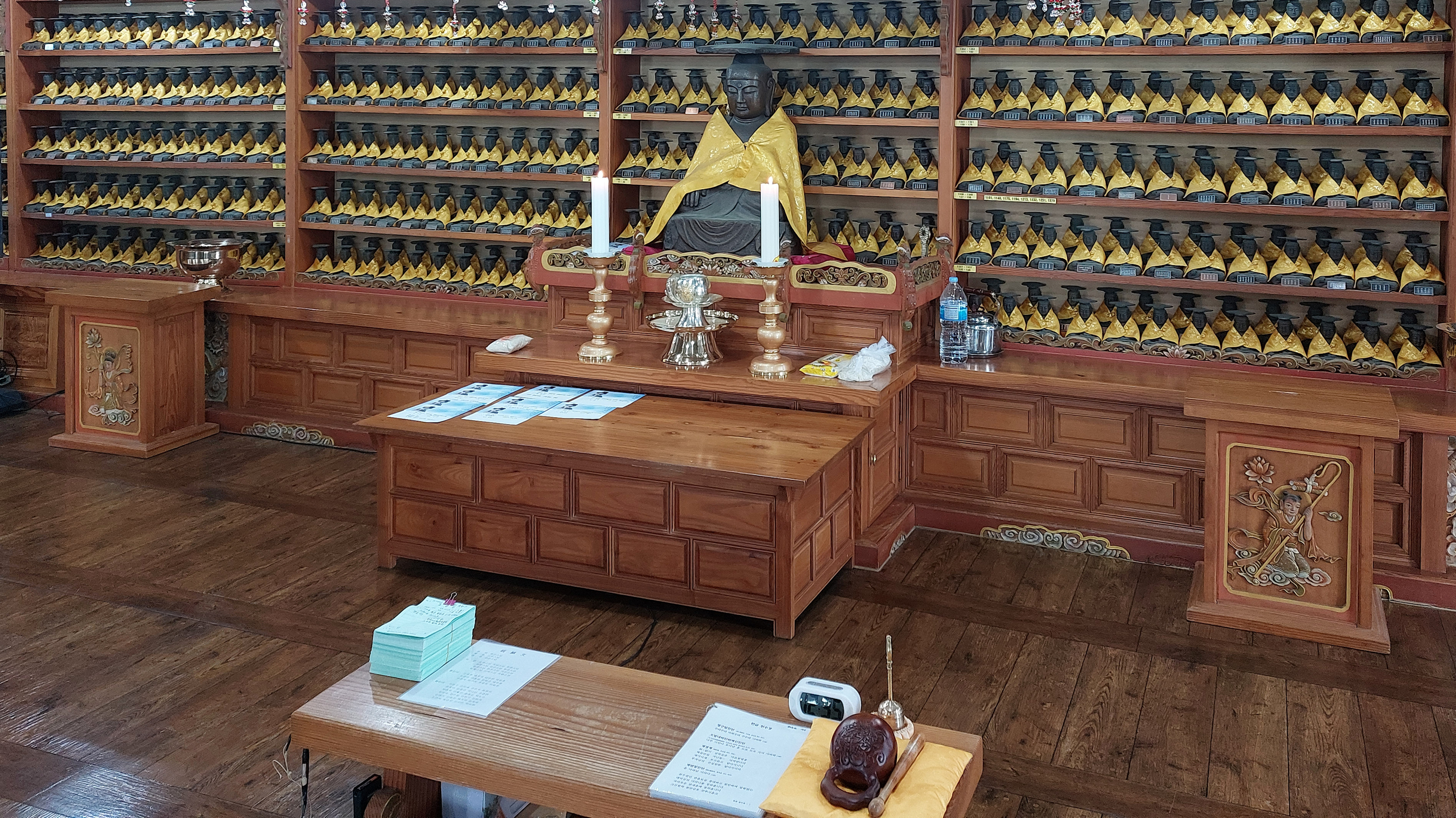
유리광전 약사여래불
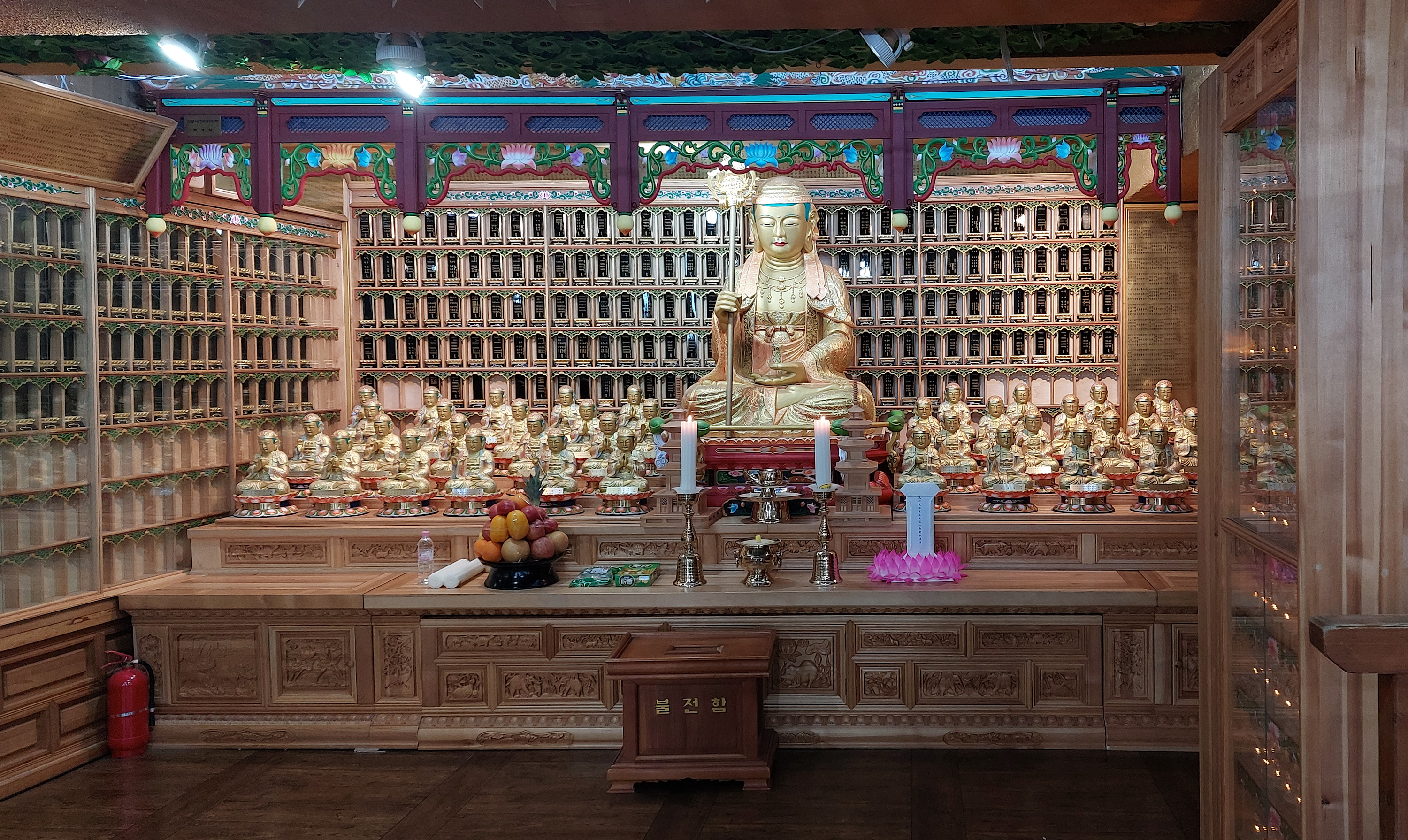
유리광전 지장보살
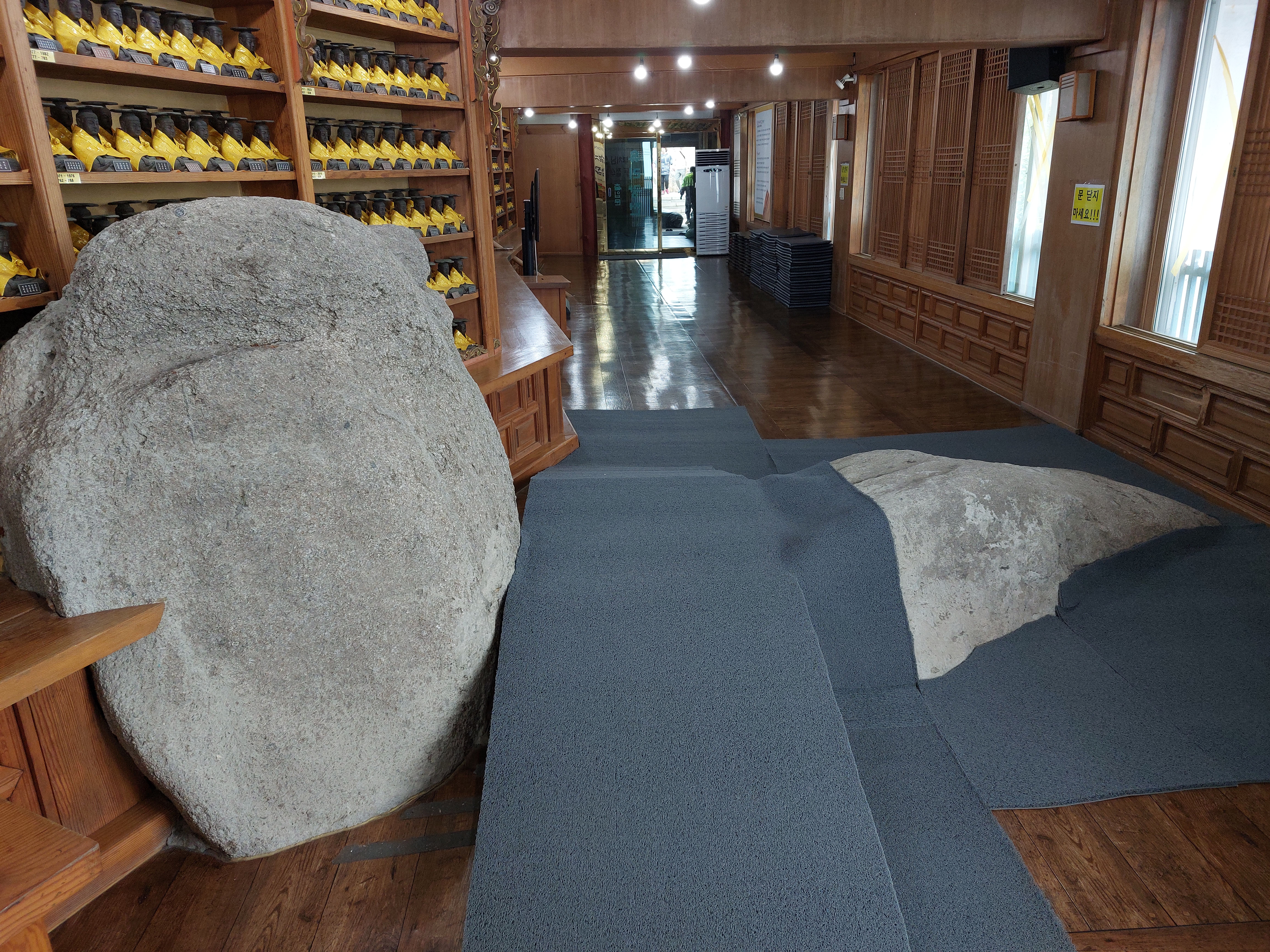
유리광전 바위

### 갓바위, 만불대원탑, 삼성각
- 갓바위(경산 팔공산 관봉 석조여래좌상) : 대한민국에서 가장 유명한 불교 기도처 중 하나이다.
- 만불대원탑 : 대웅전 바로 앞에 있다. 2009년 7월 15일에 조성되었다.[2]
- 삼성각 : 칠성, 산왕대신, 용왕대신을 모시고 있다.

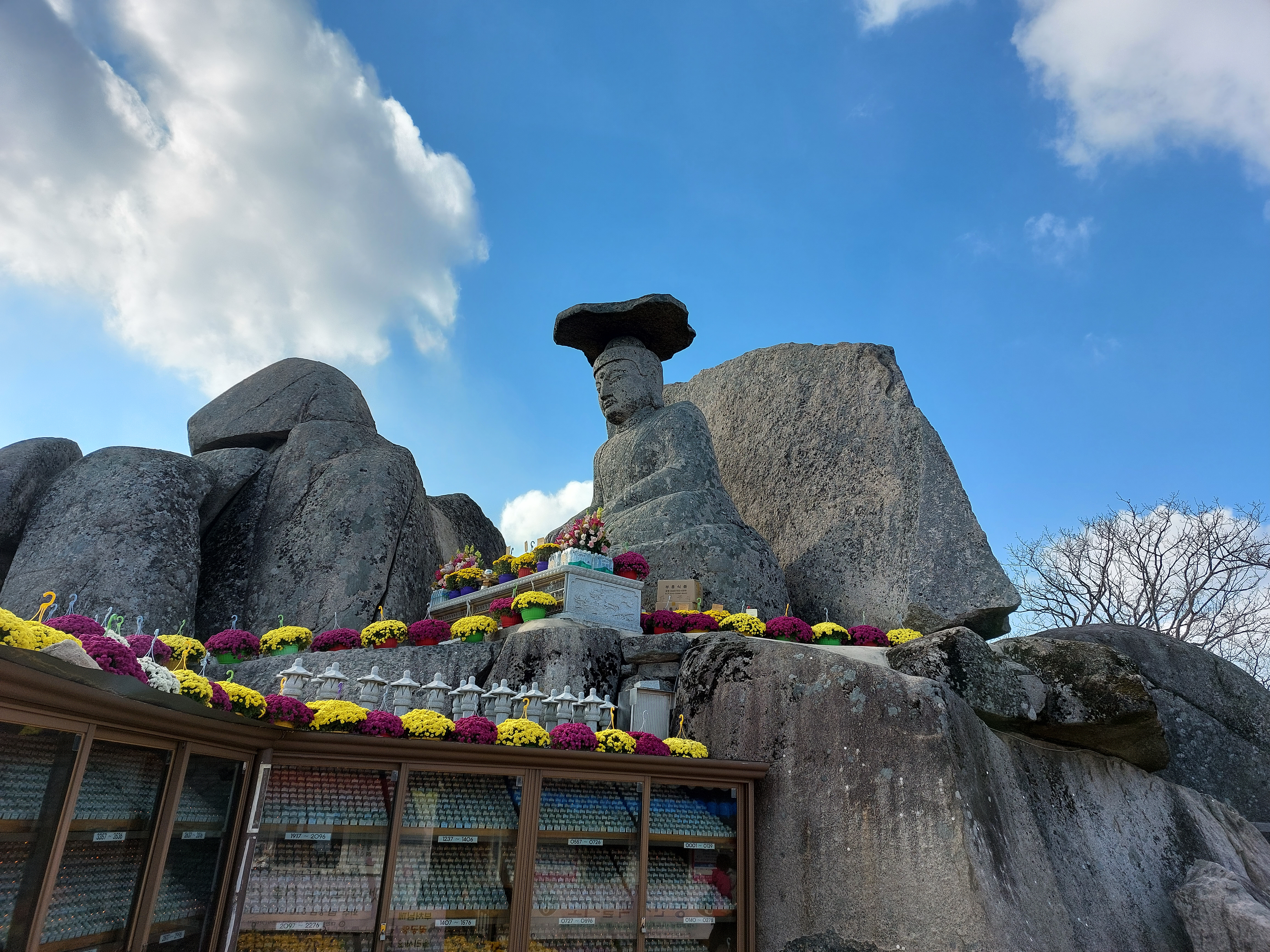
갓바위(경산 팔공산 관봉 석조여래좌상)
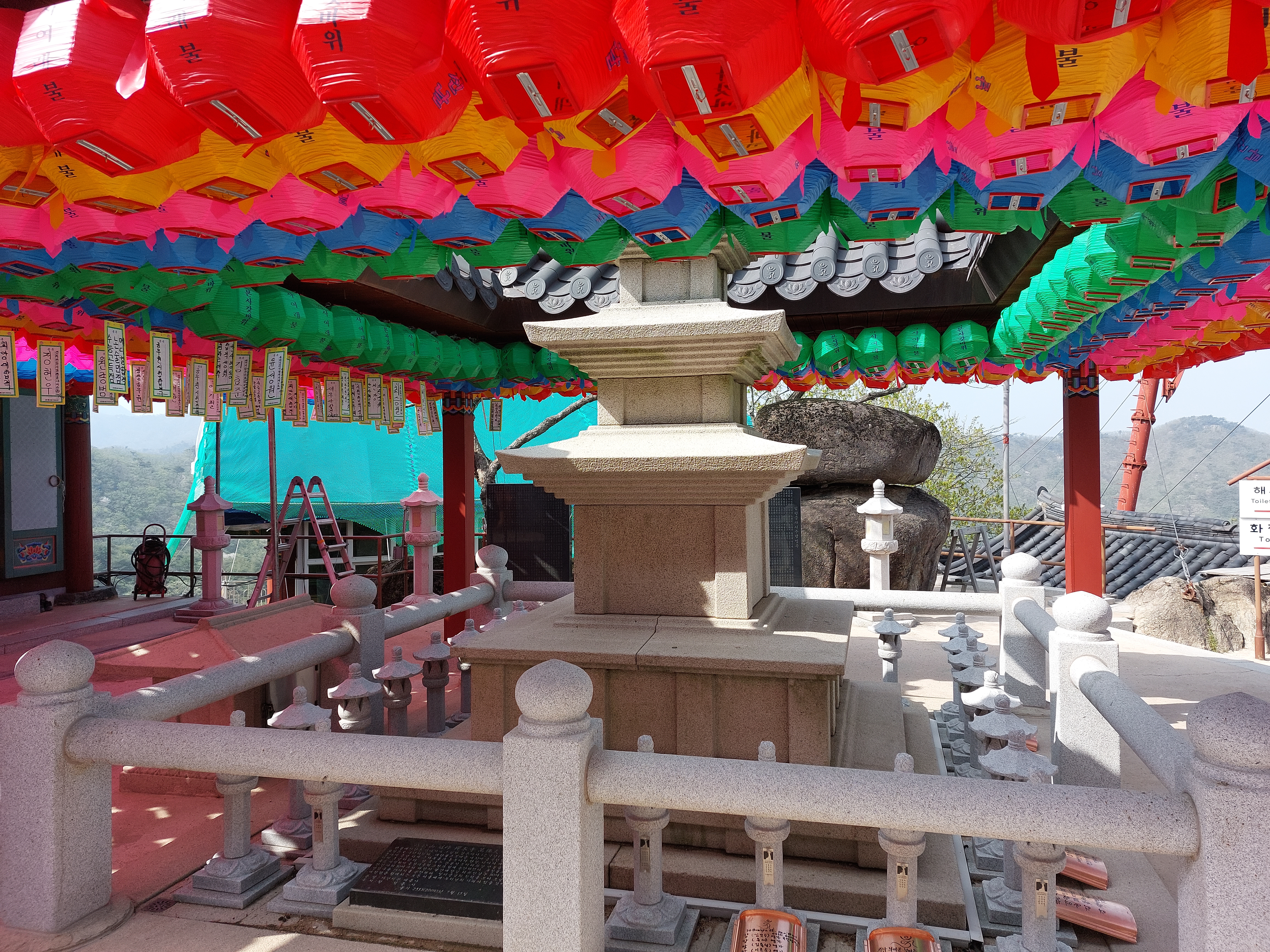
만불대원탑
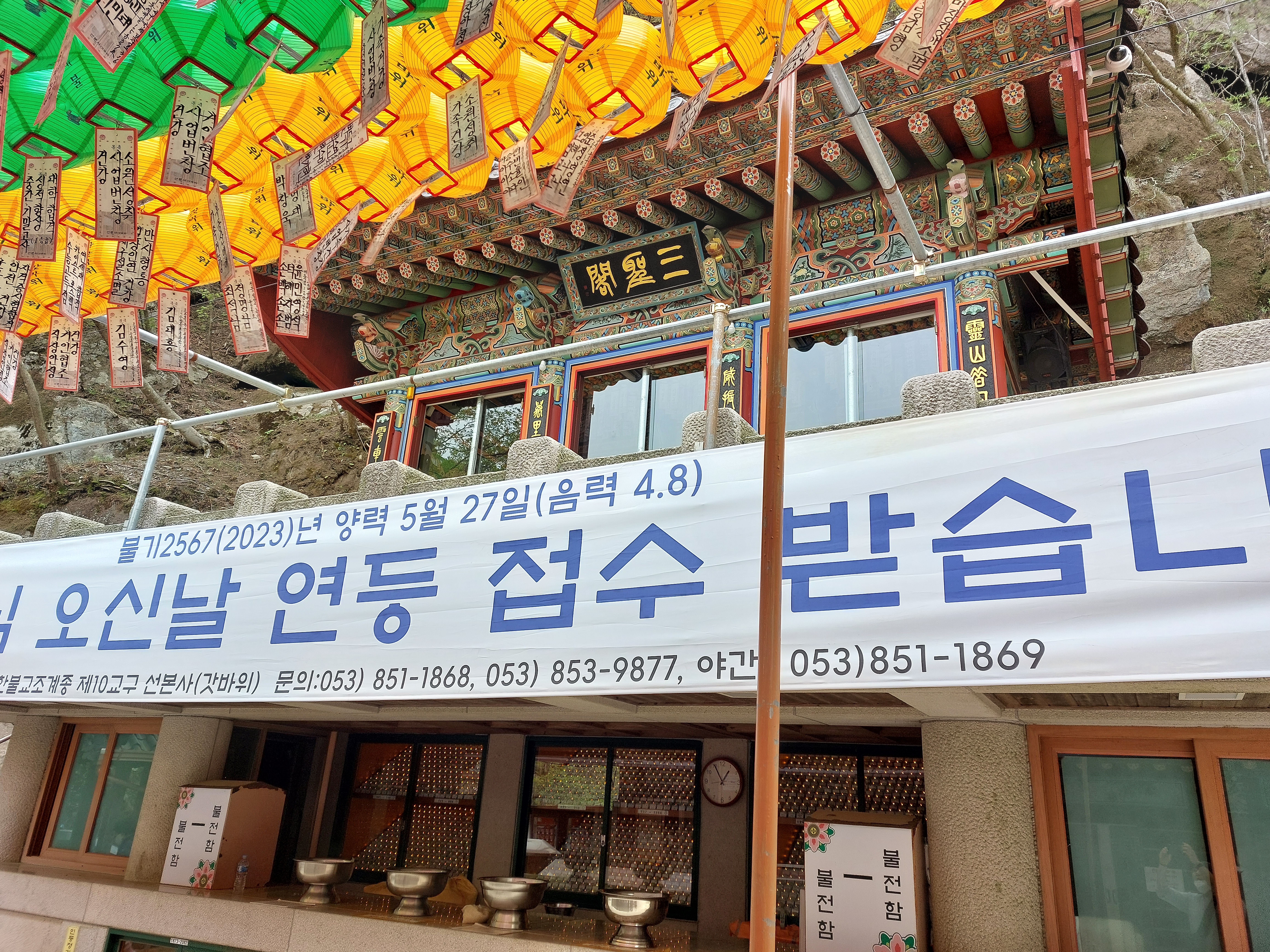
삼성각

## 창건과 역사

### 삼국시대
- 491년(신라 소지왕 3년) : 극달화상이 선본사를 창건하였다.[3]
- 638년(신라 선덕여왕 7년) : 의현 스님이 관봉의 약사여래좌상(갓바위 부처님)을 조성하였다.

### 조선시대
- 1614년(조선 인조 19년) : 수청스님이 선본사를 중건하였다.
- 1766년(조선 영조 41년) : 기성화상이 사찰을 중건하였다.
- 1802년(조선 순조 2년) : 일암당스님을 증명으로 하여 국성스님등이 신중탱화를 조성하였다.
- 1820년(조선 순조 20년) : 운암화상이 사찰을 중수하였다.
- 1877년(조선 고종 14년) : 낙허화상이 사찰을 중수하였다. 이후 월인화상이 다시 사찰을 중수하였다.

### 대한민국
- 1957년 : 사찰을 일부 수리하였다.
- 1962년 : <동아일보> 10월 2일자에 ''갓바위 부처님''이 소개되면서 세상에 널리 알려지기 시작하였다.
- 1962년 ~ 1970년 : 1969년까지 갓바위 불상은 국유였고, 대한불교 태고종인 관암사 주지가 그 관리인이었다. 당시 선본사 주지였던, 도수스님이 '소유권 확인 소송'을 제기하여, 국가와 소송을 시작하였다.[4]
- 1970년 9월 22일 : 대법원에서 갓바위 불상은 선본사 소유라는 최종 판결이 내려졌다.[5] 이때, 결정적인 증거가 된 것은 '선본사 사적기'였다. 장마로 극락전이 물에 잠기기 시작하자, 도수스님이 불상을 옮기다가 '선본사 사적기'를 발견하였다.[6]
- 1985년 : 극락전을 중창하고, 선방 및 산신각을 신축하였다.
- 1990년 : 칠성각을 개축하였다.
- 1994년 10월 : 대한불교 조계종 직영사찰이 되었다.
- 2020년 7월 : 조계종 직영사찰에서 해제되어, 제10교구 본사 은해사의 관할이 되었다.[7]

## 문화재
| 종목                        | 명칭                                                         | 시대 | 지정일     | 비고 |
| --------------------------- | ------------------------------------------------------------ | ---- | ---------- | ---- |
| 보물 제431호                | 경산 팔공산 관봉 석조여래좌상(慶山 八公山 冠峰 石造如來坐像) | 신라 | 1965.09.01 |      |
| 경상북도 유형문화재 제115호 | 선본암삼층석탑 (禪本庵三層石塔)                              | 신라 | 1979.01.25 |      |

## 교통편
- 대구선 하양역
- 대구 도시철도 1호선 하양역
- 새만금포항고속도로 청통와촌 나들목

## 참고 문헌
- 《갓바위 부처님》(사찰문화연구원 저)

1. ↑  김, 위석. “선본사 (禪本寺)”. 《한국민족문화대백과사전》. 한국학중앙연구원. 2023년 4월 22일에 확인함. 중요문화재로는 1965년 보물로 지정된 관봉석조여래좌상을 비롯하여
2. ↑  신, 중일 (2009년 7월 15일). “세상 모든 서원 담은 탑 갓바위에 서다”. 《주간불》. 주간불. 2023년 4월 22일에 확인함. 선본사(주지 향적)는 7월 15일 갓바위 대웅전에서 일체 중생의 서원이 담긴 만불대원탑 점안·제막법회을 봉행했다.
3. ↑  “선본사는 창건과 연혁”. 《대한불교조계종 선본사》. 대한불교조계종 선본사. 2023년 4월 22일에 확인함.
4. ↑  강, 효금 (2022년 4월 19일). “[남기고 싶은 이야기] 갓바위와 선본사, 그리고 도수 스님②”. 《시니어 매일》. (주)시니어 매일. 2023년 4월 23일에 확인함. 1969년까지 갓바위 불상은 국유였고, 대한불교 태고종인 관암사 주지가 그 관리인이었다.
5. ↑  강, 효금 (2022년 8월 26일). “[남기고 싶은 이야기] 갓바위와 선본사, 그리고 도수 스님⑥”. 《시니어 매일》. (주)시니어 매일. 2023년 4월 23일에 확인함. 1970년 9월 22일, 대법원에서 갓바위 불상은 선본사 소유라는 최종 판결이 내려졌다.
6. ↑  강, 효금 (2022년 7월 25일). “남기고 싶은 이야기] 갓바위와 선본사, 그리고 도수 스님④”. 《시니어 매일》. (주)시니어 매일. 2023년 4월 23일에 확인함. 『선본사사적기』는 큰절에 보관하고 나머지 불경은 그대로 다시 넣고 봉함하였다. 우연이라기에는 너무도 선명한 사실. 갓바위 불상이 선본사 소유임을 밝히는 귀중한 단서였다.
7. ↑  조, 현 (2020년 7월 27일). “조계종, 보시금 많은 연주암·선본사 직영해제…“다시 권승들 사금고 되나””. 《한계레》. 한계레 신문. 2023년 4월 22일에 확인함. 대표적인 기도사찰인 관악산 연주암과 팔공산 선본사(갓바위)를 ‘총무원 직영’에서 해제하는 결정을 내렸다.